# Retków (województwo mazowieckie)
Retków – wieś sołecka w Polsce położona w województwie mazowieckim, w powiecie mińskim, w gminie Stanisławów.
| SIMC    | Nazwa      | Rodzaj    |
| ------- | ---------- | --------- |
| 0690140 | Retkowizna | część wsi |

W latach 1975–1998 miejscowość położona była w województwie siedleckim.
Wierni Kościoła rzymskokatolickiego należą do parafii św. Jana Chrzciciela i św. Stanisława BM w Stanisławowie.